# ワールドスーパージョッキーズシリーズ
ワールドスーパージョッキーズシリーズ（WORLD SUPER JOCKEYS SERIES）は、日本中央競馬会（JRA）が1987年から2014年まで開催していた中央競馬の国際騎手招待競走シリーズである。「WSJS」の略称も用いられる。

## 概要
外国の招待騎手と日本（中央競馬・地方競馬）の代表騎手にサマージョッキーズシリーズの総合優勝騎手を加えた16人（2013年までは15人）が集い、騎乗馬を抽選で決め、4競走のポイント制で総合優勝を争う。
第1回から暮れの阪神競馬第1週に行われていた（1990年は阪神競馬場スタンド改築および馬場改造工事のため京都競馬場で開催）が、2010年にジャパンカップの第30回を記念してジャパンカップの前日に東京競馬場で初めて開催され、翌年は阪神に戻ったが、2012年と2014年は東京競馬場で行われ、年毎に阪神・東京の交互開催となった。
2015年以降、騎手招待競走は夏季・札幌競馬場に開催を移動し、「ワールドオールスタージョッキーズ」と改称して開催することとなった。
なおこれとは別に、ジャパンカップ開催節（原則として11月最終土・日曜日）には、ジャパンカップへの参戦が予定されている外国人招待騎手の騎乗機会を促す目的で、全2戦からなる「インターナショナルジョッキーズ競走」が行われた。元は1987年に「奥多摩特別」と「神代特別」の2つに「外国騎手招待競走」として行われたものが前身で、1988年から1999年まで施行された。これらはポイント制での総合優勝を決める方式ではなく、JRA所属騎手は選抜される形ではなく、通常と同じようにそれぞれの競走で騎乗した（招待騎手は現在のエクストラ騎乗に近い形とであった）。

### 対象競走
以下の内容は、最終年となった2014年の実施要綱に基づく。
| 競走名                                       | 施行日                          | 競走番号 | 競走条件        | 施行距離    |
| -------------------------------------------- | ------------------------------- | -------- | --------------- | ----------- |
| 2014エクセレントジョッキーズトロフィー       | 第5回東京競馬第8日 （11月29日） | 第9競走  | 3歳以上1000万下 | 芝1600m     |
| 2014ファンタスティックジョッキーズトロフィー | 第5回東京競馬第8日 （11月29日） | 第11競走 | 3歳以上1600万下 | 芝1400m     |
| 2014マーヴェラスジョッキーズトロフィー       | 第5回東京競馬第9日 （11月30日） | 第8競走  | 3歳以上1000万下 | ダート1600m |
| 2014プロミネントジョッキーズトロフィー       | 第5回東京競馬第9日 （11月30日） | 第10競走 | 3歳以上1600万下 | 芝2000m     |

#### 2013年の対象競走
阪神競馬場で最後に行われた2013年の対象競走は、下表の通り。
| 競走名                             | 施行日                          | 競走番号 | 競走条件        | 施行距離          |
| ---------------------------------- | ------------------------------- | -------- | --------------- | ----------------- |
| 2013ゴールデンサドルトロフィー     | 第5回阪神競馬第1日 （11月30日） | 第9競走  | 3歳以上1000万下 | 芝1400m           |
| 2013ゴールデンブライドルトロフィー | 第5回阪神競馬第1日 （11月30日） | 第11競走 | 3歳以上1600万下 | ダート1800m       |
| 2013ゴールデンブーツトロフィー     | 第5回阪神競馬第2日 （12月1日）  | 第10競走 | 3歳以上1000万下 | 芝2000m           |
| 2013ゴールデンホイップトロフィー   | 第5回阪神競馬第2日 （12月1日）  | 第12競走 | 3歳以上1600万下 | 芝1600m（外回り） |

### 出場騎手の選定方法
2014年の出場騎手選定方法は以下の通り。
出馬投票締切後に騎乗予定騎手が騎乗できなくなった場合は、対象となるすべての競走に騎乗できる勝利度数上位のJRA所属騎手を補欠騎手として充当する。

#### JRA所属騎手
特別参加騎手（1名）のほか、以下の方法により6名（関東・関西から各3名）を選出。「勝利度数」は2014年1月1日から11月2日（第4回東京競馬第9日・第4回京都競馬第9日・第3回福島競馬第6日）までに行われた中央競馬の競走・地方競馬の指定交流競走・JRA理事長が指定した外国の競走における1着回数としている。なお、勝利度数が同数の場合は2着以下の回数を比較して上位の着順が多い騎手を勝利度数上位とみなして取り扱う（2着以下の回数も同数の場合は抽選）。
- 特別参加騎手：2014年サマージョッキーズシリーズのシリーズチャンピオンとなった騎手（シリーズチャンピオンが外国騎手だった場合は、JRA所属騎手のうち勝利度数上位の1名）[3]
- 勝利度数上位の2名（関東・関西から各1名）[3]
- 前項以外の4名は、以下により選出
  - JRAの選考委員会において、勝利度数以外で顕著な活躍を認められた騎手[3]
  - 前項までで定数に満たない場合は、勝利度数が上位の騎手[3]

選出されたJRA所属騎手が騎乗馬決定後に騎乗できなくなった場合は、勝利度数上位のJRA所属騎手を補欠騎手として充当する。

#### 外国騎手・地方競馬代表騎手
- 外国騎手：アメリカ・ヨーロッパ・オセアニア・アジア地区から各地区1名以上、計8名を選出[3]。なお、2014年サマージョッキーズシリーズのシリーズチャンピオンが外国騎手だった場合は、当該騎手の所属地区から優先して選出する[3]。
- 地方競馬代表騎手：2014年11月4日までに地方競馬全国協会から代表騎手と補欠騎手各1名の推薦を受け、JRAが決定する[3]。なお、2014年11月17日までに参加予定の地方競馬代表騎手（補欠騎手を含む）が騎乗できなくなった場合は、あらためて地方競馬全国協会から推薦を受け、JRAが決定した地方競馬所属騎手を地方競馬代表騎手とする[3]。

選出された外国騎手・地方競馬代表騎手が2014年11月18日以降に騎乗できなくなった場合は、勝利度数上位のJRA所属騎手を補欠騎手として充当する。

### 出走馬・騎乗馬の選定
出走馬は第1回特別登録を行った馬から、該当する競走条件が上位の馬16頭以内を選定。同一順位の馬が多数いる場合は抽選により選定し、抽選に漏れた馬を補欠馬とする（補欠順位は上記の選定方法に準じる）。出走馬の選定後、出馬投票の締切までに疾病等で出走できなくなった馬がある場合は、補欠順位が上位の馬から選定馬として補充する。
騎乗馬は各競走の選定馬を近走成績等でグループ分けしたうえで抽選を行い、決定する。ただし、出走予定馬が16頭に満たない場合は、補欠騎手以外の騎手から抽選により騎乗する騎手を決定する。

### ポイント付与・騎手表彰
各競走ごとに、着順に応じた下表のポイントを与える。なお、同着の場合は各同着者に着順に応じた点数を付与し、出走馬不足・出走取消・競走除外等騎手本人の責によらず騎乗できなかった場合、および競走中止の場合は出走馬がすべて入線したとする場合の最下位と同得点を与える。また、騎手本人の責により騎乗できなかった場合および失格の場合は点数を与えない。
| 1着  | 2着  | 3着  | 4着  | 5着  | 6着 | 7着 | 8着 | 9着 | 10着・11着 | 12着以下 |
| ---- | ---- | ---- | ---- | ---- | --- | --- | --- | --- | ---------- | -------- |
| 20点 | 15点 | 13点 | 11点 | 10点 | 6点 | 5点 | 4点 | 3点 | 2点        | 1点      |

個人のポイントを比較し、上位となった騎手には以下の賞金・賞品が与えられる。
- 総合優勝 - 300万円、およびトロフィー[3]
- 2位 - 200万円[3]
- 3位 - 100万円[3]

## 歴代出場騎手
騎手の所属は当時のもの。

| 回                                                 | 年月日                      | 施行場 | 優勝騎手                                                                         | 出場騎手                                  | 出場騎手                                  | 出場騎手                                  | 出場騎手                                    |
| -------------------------------------------------- | --------------------------- | ------ | -------------------------------------------------------------------------------- | ----------------------------------------- | ----------------------------------------- | ----------------------------------------- | ------------------------------------------- |
| 1                                                  | 1987年 12月 5・6日          | 阪神   | キャッシュ・アスムッセン （アイルランド）                                        | イヴ・サンマルタン （フランス）           | ラフィット・ピンカイJr. （アメリカ）      | パトリック・エデリー （イギリス）         | パット・デイ （アメリカ）                   |
| 1                                                  | 1987年 12月 5・6日          | 阪神   | キャッシュ・アスムッセン （アイルランド）                                        | スティーブ・コーセン （アメリカ）         | キャッシュ・アスムッセン （アイルランド） | ランス・オサリバン （ニュージーランド）   |                                             |
| 1                                                  | 1987年 12月 5・6日          | 阪神   | キャッシュ・アスムッセン （アイルランド）                                        | 岡部幸雄 （JRA・美浦）                    | 河内洋 （JRA・栗東）                      | 南井克巳 （JRA・栗東）                    |                                             |
| 2                                                  | 1988年 12月 3・4日          | 阪神   | 柴田政人 （JRA・美浦）                                                           | ウィリー・シューメーカー （アメリカ）     | フレディ・ヘッド （フランス）             | パトリック・エデリー （イギリス）         | レイ・コクレーン （イギリス）               |
| 2                                                  | 1988年 12月 3・4日          | 阪神   | 柴田政人 （JRA・美浦）                                                           | クリス・マッキャロン （アメリカ）         | ジョン・マーシャル （オーストラリア）     | キャッシュ・アスムッセン （アイルランド） | ランス・オサリバン （ニュージーランド）     |
| 2                                                  | 1988年 12月 3・4日          | 阪神   | 柴田政人 （JRA・美浦）                                                           | 柴田政人 （JRA・美浦）                    | 南井克巳 （JRA・栗東）                    | 武豊 （JRA・栗東）                        | 佐々木竹見 （神奈川県川崎競馬組合）         |
| 3                                                  | 1989年 12月 2・3日          | 阪神   | 松永幹夫 （JRA・栗東）                                                           | ウィリー・カーソン （イギリス）           | ホルヘ・ヴェラスケス （アメリカ）         | フレディ・ヘッド （フランス）             | パトリック・エデリー （イギリス）           |
| 3                                                  | 1989年 12月 2・3日          | 阪神   | 松永幹夫 （JRA・栗東）                                                           | マイケル・キネーン （アイルランド）       | デビッド・ウォルシュ （ニュージーランド） | マイケル・クラーク （オーストラリア）     |                                             |
| 3                                                  | 1989年 12月 2・3日          | 阪神   | 松永幹夫 （JRA・栗東）                                                           | 増沢末夫 （JRA・美浦）                    | 南井克巳 （JRA・栗東）                    | 武豊 （JRA・栗東）                        | 松永幹夫 （JRA・栗東）                      |
| 3                                                  | 1989年 12月 2・3日          | 阪神   | 松永幹夫 （JRA・栗東）                                                           | 田中道夫 （兵庫県競馬組合）               |                                           |                                           |                                             |
| 4                                                  | 1990年 12月 1・2日          | 京都   | 岡部幸雄 （JRA・美浦）                                                           | ウィリー・カーソン （イギリス）           | パトリック・エデリー （イギリス）         | パット・デイ （アメリカ）                 | マイケル・キネーン （アイルランド）         |
| 4                                                  | 1990年 12月 1・2日          | 京都   | 岡部幸雄 （JRA・美浦）                                                           | キャッシュ・アスムッセン （フランス）     | ジュリー・クローン （アメリカ）           | ランス・オサリバン （ニュージーランド）   | ダレン・ガウチ （オーストラリア）           |
| 4                                                  | 1990年 12月 1・2日          | 京都   | 岡部幸雄 （JRA・美浦）                                                           | 岡部幸雄 （JRA・美浦）                    | 河内洋 （JRA・栗東）                      | 武豊 （JRA・栗東）                        | 石崎隆之 （千葉県競馬組合）                 |
| 5                                                  | 1991年 11月 30日・ 12月 1日 | 阪神   | 南井克巳 （JRA・栗東）                                                           | クリストファー・ロシェ （アイルランド）   | パトリック・エデリー （イギリス）         | パット・デイ （アメリカ）                 | ホセ・サントス （アメリカ）                 |
| 5                                                  | 1991年 11月 30日・ 12月 1日 | 阪神   | 南井克巳 （JRA・栗東）                                                           | キャッシュ・アスムッセン （フランス）     | ゲイリー・スティーヴンス （アメリカ）     | ランス・オサリバン （ニュージーランド）   | シェーン・ダイ （オーストラリア）           |
| 5                                                  | 1991年 11月 30日・ 12月 1日 | 阪神   | 南井克巳 （JRA・栗東）                                                           | 岡部幸雄 （JRA・美浦）                    | 南井克巳 （JRA・栗東）                    | 武豊 （JRA・栗東）                        | 田中道夫 （兵庫県競馬組合）                 |
| 6                                                  | 1992年 12月 4・5日          | 阪神   | 武豊 （JRA・栗東）                                                               | パトリック・エデリー （イギリス）         | パット・デイ （アメリカ）                 | アンソニー・クルーズ （香港）             | マイケル・キネーン （アイルランド）         |
| 6                                                  | 1992年 12月 4・5日          | 阪神   | 武豊 （JRA・栗東）                                                               | マイケル・クラーク （オーストラリア）     | ゲイリー・スティーヴンス （アメリカ）     | ランス・オサリバン （ニュージーランド）   | ドミニク・ブフ （フランス）                 |
| 6                                                  | 1992年 12月 4・5日          | 阪神   | 武豊 （JRA・栗東）                                                               | 岡部幸雄 （JRA・美浦）                    | 南井克巳 （JRA・栗東）                    | 武豊 （JRA・栗東）                        | 石崎隆之 （千葉県競馬組合）                 |
| 7                                                  | 1993年 12月 5・6日          | 阪神   | 岡部幸雄 （JRA・美浦）                                                           | ケヴィン・モーゼス （オーストラリア）     | マイケル・ロバーツ （イギリス）           | クリス・マッキャロン （アメリカ）         | バジル・マーカス （香港）                   |
| 7                                                  | 1993年 12月 5・6日          | 阪神   | 岡部幸雄 （JRA・美浦）                                                           | マイケル・キネーン （アイルランド）       | ランス・オサリバン （ニュージーランド）   | ティエリ・ジャルネ （フランス）           | ケント・デザーモ （アメリカ）               |
| 7                                                  | 1993年 12月 5・6日          | 阪神   | 岡部幸雄 （JRA・美浦）                                                           | 岡部幸雄 （JRA・美浦）                    | 南井克巳 （JRA・栗東）                    | 武豊 （JRA・栗東）                        | 小牧太 （兵庫県競馬組合）                   |
| 8                                                  | 1994年 12月 3・4日          | 阪神   | 石崎隆之 （千葉県競馬組合）                                                      | パトリック・エデリー （イギリス）         | バジル・マーカス （香港）                 | ジェリー・ベイリー （アメリカ）           | マイケル・キネーン （アイルランド）         |
| 8                                                  | 1994年 12月 3・4日          | 阪神   | 石崎隆之 （千葉県競馬組合）                                                      | ランス・オサリバン （ニュージーランド）   | マイク・スミス （アメリカ）               | ティエリ・ジャルネ （フランス）           | ダミアン・オリヴァー （オーストラリア）     |
| 8                                                  | 1994年 12月 3・4日          | 阪神   | 石崎隆之 （千葉県競馬組合）                                                      | 岡部幸雄 （JRA・美浦）                    | 南井克巳 （JRA・栗東）                    | 武豊 （JRA・栗東）                        | 石崎隆之 （千葉県競馬組合）                 |
| 9                                                  | 1995年 12月 2・3日          | 阪神   | 横山典弘 （JRA・美浦）                                                           | アンソニー・クルーズ （香港）             | マイケル・キネーン （アイルランド）       | ジム・コレット （ニュージーランド）       | ケヴィン・ダーレイ （イギリス）             |
| 9                                                  | 1995年 12月 2・3日          | 阪神   | 横山典弘 （JRA・美浦）                                                           | ダレン・ビードマン （オーストラリア）     | マイク・スミス （アメリカ）               | ティエリ・ジャルネ （フランス）           |                                             |
| 9                                                  | 1995年 12月 2・3日          | 阪神   | 横山典弘 （JRA・美浦）                                                           | 河内洋 （JRA・栗東）                      | 的場均 （JRA・美浦）                      | 横山典弘 （JRA・美浦）                    | 武豊 （JRA・栗東）                          |
| 9                                                  | 1995年 12月 2・3日          | 阪神   | 横山典弘 （JRA・美浦）                                                           | 安藤勝己 （岐阜県地方競馬組合）           |                                           |                                           |                                             |
| 10                                                 | 1996年 11月 30日・ 12月 1日 | 阪神   | ジェリー・ベイリー （アメリカ）                                                  | バジル・マーカス （香港）                 | ジェリー・ベイリー （アメリカ）           | マイケル・キネーン （アイルランド）       | ダレン・ビードマン （オーストラリア）       |
| 10                                                 | 1996年 11月 30日・ 12月 1日 | 阪神   | ジェリー・ベイリー （アメリカ）                                                  | トニー・アラン （ニュージーランド）       | コーリー・ナカタニ （アメリカ）           | ランフランコ・デットーリ （イギリス）     | オリビエ・ペリエ （フランス）               |
| 10                                                 | 1996年 11月 30日・ 12月 1日 | 阪神   | ジェリー・ベイリー （アメリカ）                                                  | 横山典弘 （JRA・美浦）                    | 武豊 （JRA・栗東）                        | 藤田伸二 （JRA・栗東）                    | 石崎隆之 （千葉県競馬組合）                 |
| 11                                                 | 1997年 11月 29・30日        | 阪神   | 川原正一 （岐阜県地方競馬組合）                                                  | パット・デイ （アメリカ）                 | マイケル・キネーン （アイルランド）       | ジム・コレット （ニュージーランド）       | シェーン・セラーズ （アメリカ）             |
| 11                                                 | 1997年 11月 29・30日        | 阪神   | 川原正一 （岐阜県地方競馬組合）                                                  | シェーン・ダイ （オーストラリア）         | ティエリ・ジャルネ （フランス）           | ジョン・ムルタ （アイルランド）           | オリビエ・ペリエ （フランス）               |
| 11                                                 | 1997年 11月 29・30日        | 阪神   | 川原正一 （岐阜県地方競馬組合）                                                  | 岡部幸雄 （JRA・美浦）                    | 柴田善臣 （JRA・美浦）                    | 松永幹夫 （JRA・栗東）                    | 武豊 （JRA・栗東）                          |
| 11                                                 | 1997年 11月 29・30日        | 阪神   | 川原正一 （岐阜県地方競馬組合）                                                  | 川原正一 （岐阜県地方競馬組合）           |                                           |                                           |                                             |
| 12                                                 | 1998年 12月 5・6日          | 阪神   | オリビエ・ペリエ （フランス）                                                    | バジル・マーカス （香港）                 | ゲイリー・スティーヴンス （アメリカ）     | ケント・デザーモ （アメリカ）             | ジョン・ムルタ （アイルランド）             |
| 12                                                 | 1998年 12月 5・6日          | 阪神   | オリビエ・ペリエ （フランス）                                                    | ラリー・キャシディ （オーストラリア）     | ランフランコ・デットーリ （イギリス）     | オリビエ・ペリエ （フランス）             | オピー・ボッソン （ニュージーランド）       |
| 12                                                 | 1998年 12月 5・6日          | 阪神   | オリビエ・ペリエ （フランス）                                                    | 柴田善臣 （JRA・美浦）                    | 松永幹夫 （JRA・栗東）                    | 横山典弘 （JRA・美浦）                    | 武豊 （JRA・栗東）                          |
| 12                                                 | 1998年 12月 5・6日          | 阪神   | オリビエ・ペリエ （フランス）                                                    | 石崎隆之 （千葉県競馬組合）               |                                           |                                           |                                             |
| 13                                                 | 1999年 12月 4・5日          | 阪神   | 柴田善臣 （JRA・美浦）                                                           | バジル・マーカス （香港）                 | マイケル・キネーン （アイルランド）       | ホルヘ・シャヴェス （アメリカ）           | ダリル・ブラッドレー （ニュージーランド）   |
| 13                                                 | 1999年 12月 4・5日          | 阪神   | 柴田善臣 （JRA・美浦）                                                           | シェーン・セラーズ （アメリカ）           | ジェラルド・モッセ （フランス）           | ラリー・キャシディ （オーストラリア）     | オリビエ・ペリエ （フランス）               |
| 13                                                 | 1999年 12月 4・5日          | 阪神   | 柴田善臣 （JRA・美浦）                                                           | 柴田善臣 （JRA・美浦）                    | 武豊 （JRA・栗東）                        | 蛯名正義 （JRA・美浦）                    | 藤田伸二 （JRA・栗東）                      |
| 13                                                 | 1999年 12月 4・5日          | 阪神   | 柴田善臣 （JRA・美浦）                                                           | 四位洋文 （JRA・栗東）                    | 小牧太 （兵庫県競馬組合）                 |                                           |                                             |
| 14                                                 | 2000年 12月 2・3日          | 阪神   | オリビエ・ペリエ （フランス）                                                    | ジェリー・ベイリー （アメリカ）           | ランス・オサリバン （ニュージーランド）   | ロバート・フラッド （香港）               | ケント・デザーモ （アメリカ）               |
| 14                                                 | 2000年 12月 2・3日          | 阪神   | オリビエ・ペリエ （フランス）                                                    | ジョン・ムルタ （アイルランド）           | ランフランコ・デットーリ （イギリス）     | ダミアン・オリヴァー （オーストラリア）   | オリビエ・ペリエ （フランス）               |
| 14                                                 | 2000年 12月 2・3日          | 阪神   | オリビエ・ペリエ （フランス）                                                    | 岡部幸雄 （JRA・美浦）                    | 松永幹夫 （JRA・栗東）                    | 武豊 （JRA・栗東）                        | 四位洋文 （JRA・栗東）                      |
| 14                                                 | 2000年 12月 2・3日          | 阪神   | オリビエ・ペリエ （フランス）                                                    | 後藤浩輝 （JRA・美浦）                    | 石崎隆之 （千葉県競馬組合）               |                                           |                                             |
| 15                                                 | 2001年 12月 1・2日          | 阪神   | 鮫島克也 （佐賀県競馬組合）                                                      | マイケル・キネーン （アイルランド）       | ロバート・フラッド （香港）               | キーレン・ファロン （イギリス）           | エドガー・プラード （アメリカ）             |
| 15                                                 | 2001年 12月 1・2日          | 阪神   | 鮫島克也 （佐賀県競馬組合）                                                      | ビクター・エスピノーザ （アメリカ）       | オリビエ・ペリエ （フランス）             | ブレット・プレブル （オーストラリア）     | マイケル・ウォーカー （ニュージーランド）   |
| 15                                                 | 2001年 12月 1・2日          | 阪神   | 鮫島克也 （佐賀県競馬組合）                                                      | 柴田善臣 （JRA・美浦）                    | 松永幹夫 （JRA・栗東）                    | 蛯名正義 （JRA・美浦）                    | 藤田伸二 （JRA・栗東）                      |
| 15                                                 | 2001年 12月 1・2日          | 阪神   | 鮫島克也 （佐賀県競馬組合）                                                      | 四位洋文 （JRA・栗東）                    | 鮫島克也 （佐賀県競馬組合）               |                                           |                                             |
| 16                                                 | 2002年 11月 30日・ 12月 1日 | 阪神   | 河内洋 （JRA・栗東）                                                             | マイケル・キネーン （アイルランド）       | ホセ・サントス （アメリカ）               | ランス・オサリバン （ニュージーランド）   | キーレン・ファロン （イギリス）             |
| 16                                                 | 2002年 11月 30日・ 12月 1日 | 阪神   | 河内洋 （JRA・栗東）                                                             | エリック・サンマルタン （香港）           | アンドレアス・スボリクス （ドイツ）       | ダミアン・オリヴァー （オーストラリア）   | オリビエ・ペリエ （フランス）               |
| 16                                                 | 2002年 11月 30日・ 12月 1日 | 阪神   | 河内洋 （JRA・栗東）                                                             | 河内洋 （JRA・栗東）                      | 柴田善臣 （JRA・美浦）                    | 武豊 （JRA・栗東）                        | 蛯名正義 （JRA・美浦）                      |
| 16                                                 | 2002年 11月 30日・ 12月 1日 | 阪神   | 河内洋 （JRA・栗東）                                                             | 藤田伸二 （JRA・栗東）                    | 菅原勲 （岩手県競馬組合）                 |                                           |                                             |
| 17                                                 | 2003年 12月 6・7日          | 阪神   | 柴田善臣 （JRA・美浦）                                                           | ホセ・サントス （アメリカ）               | キーレン・ファロン （イギリス）           | ダレン・ビードマン （オーストラリア）     | エドガー・プラード （アメリカ）             |
| 17                                                 | 2003年 12月 6・7日          | 阪神   | 柴田善臣 （JRA・美浦）                                                           | ダグラス・ホワイト （香港）               | ダミアン・オリヴァー （オーストラリア）   | クリストフ・スミヨン （フランス）         |                                             |
| 17                                                 | 2003年 12月 6・7日          | 阪神   | 柴田善臣 （JRA・美浦）                                                           | 安藤勝己 （JRA・栗東）                    | 柴田善臣 （JRA・美浦）                    | 武豊 （JRA・栗東）                        | 蛯名正義 （JRA・美浦）                      |
| 17                                                 | 2003年 12月 6・7日          | 阪神   | 柴田善臣 （JRA・美浦）                                                           | 藤田伸二 （JRA・栗東）                    | 幸英明 （JRA・栗東）                      | 小牧太 （兵庫県競馬組合）                 |                                             |
| 18                                                 | 2004年 12月 4・5日          | 阪神   | ダグラス・ホワイト （香港） アンドレアス・スボリッチ （ドイツ） 【両者同点優勝】 | エドガー・プラード （アメリカ）           | グレン・ボス （オーストラリア）           | ダグラス・ホワイト （香港）               | アンドレアス・スボリッチ （ドイツ）         |
| 18                                                 | 2004年 12月 4・5日          | 阪神   | ダグラス・ホワイト （香港） アンドレアス・スボリッチ （ドイツ） 【両者同点優勝】 | ダリル・ホランド （イギリス）             | イオリッツ・メンディザバル （フランス）   | パトリック・スマレン （アイルランド）     | オピー・ボッソン （ニュージーランド）       |
| 18                                                 | 2004年 12月 4・5日          | 阪神   | ダグラス・ホワイト （香港） アンドレアス・スボリッチ （ドイツ） 【両者同点優勝】 | 安藤勝己 （JRA・栗東）                    | 柴田善臣 （JRA・美浦）                    | 横山典弘 （JRA・美浦）                    | 武豊 （JRA・栗東）                          |
| 18                                                 | 2004年 12月 4・5日          | 阪神   | ダグラス・ホワイト （香港） アンドレアス・スボリッチ （ドイツ） 【両者同点優勝】 | 藤田伸二 （JRA・栗東）                    | 内田博幸 （特別区競馬組合）               |                                           |                                             |
| 19                                                 | 2005年 12月 3・4日          | 阪神   | 岩田康誠 （兵庫県競馬組合）                                                      | マイケル・キネーン （アイルランド）       | キーレン・ファロン （イギリス）           | ダレン・ビードマン （オーストラリア）     | エドガー・プラード （アメリカ）             |
| 19                                                 | 2005年 12月 3・4日          | 阪神   | 岩田康誠 （兵庫県競馬組合）                                                      | ダグラス・ホワイト （香港）               | ステファン・パスキエ （フランス）         | リース・イネス （ニュージーランド）       | ラファエル・ベハラーノ （アメリカ）         |
| 19                                                 | 2005年 12月 3・4日          | 阪神   | 岩田康誠 （兵庫県競馬組合）                                                      | 中舘英二 （JRA・美浦）                    | 横山典弘 （JRA・美浦）                    | 武豊 （JRA・栗東）                        | 藤田伸二 （JRA・栗東）                      |
| 19                                                 | 2005年 12月 3・4日          | 阪神   | 岩田康誠 （兵庫県競馬組合）                                                      | 福永祐一 （JRA・栗東）                    | 岩田康誠 （兵庫県競馬組合）               |                                           |                                             |
| 20                                                 | 2006年 12月 2・3日          | 阪神   | アンドレアス・スボリッチ （ドイツ）                                              | ダレン・ビードマン （オーストラリア）     | エドガー・プラード （アメリカ）           | アンドレアス・スボリッチ （ドイツ）       | イオリッツ・メンディザバル （フランス）     |
| 20                                                 | 2006年 12月 2・3日          | 阪神   | アンドレアス・スボリッチ （ドイツ）                                              | クレイグ・ウィリアムズ （オーストラリア） | ブレット・プレブル （香港）               | ハビエル・カステリャーノ （アメリカ）     | ライアン・ムーア （イギリス）               |
| 20                                                 | 2006年 12月 2・3日          | 阪神   | アンドレアス・スボリッチ （ドイツ）                                              | 中舘英二 （JRA・美浦）                    | 横山典弘 （JRA・美浦）                    | 武豊 （JRA・栗東）                        | 藤田伸二 （JRA・栗東）                      |
| 20                                                 | 2006年 12月 2・3日          | 阪神   | アンドレアス・スボリッチ （ドイツ）                                              | 岩田康誠 （JRA・栗東）                    | 濱口楠彦 （岐阜県地方競馬組合）           |                                           |                                             |
| 21                                                 | 2007年 12月 1・2日          | 阪神   | クレイグ・ウィリアムズ （オーストラリア）                                        | エドガー・プラード （アメリカ）           | セバスチャン・サンダース （イギリス）     | ダグラス・ホワイト （香港）               | アンドレアシュ・シュタルケ （ドイツ）       |
| 21                                                 | 2007年 12月 1・2日          | 阪神   | クレイグ・ウィリアムズ （オーストラリア）                                        | クレイグ・ウィリアムズ （オーストラリア） | ステファン・パスキエ （フランス）         | オピー・ボッソン （ニュージーランド）     | ジュリアン・ルパルー （アメリカ）           |
| 21                                                 | 2007年 12月 1・2日          | 阪神   | クレイグ・ウィリアムズ （オーストラリア）                                        | 安藤勝己 （JRA・栗東）                    | 武豊 （JRA・栗東）                        | 角田晃一 （JRA・栗東）                    | 田中勝春 （JRA・栗東）                      |
| 21                                                 | 2007年 12月 1・2日          | 阪神   | クレイグ・ウィリアムズ （オーストラリア）                                        | 岩田康誠 （JRA・栗東）                    | 後藤浩輝 （JRA・美浦）                    | 赤岡修次 （高知県競馬組合）               |                                             |
| 22                                                 | 2008年 12月 6・7日          | 阪神   | イオリッツ・メンディザバル （フランス）                                          | エドガー・プラード （アメリカ）           | ジョン・ムルタ （アイルランド）           | ダグラス・ホワイト （香港）               | アンドレアシュ・シュタルケ （ドイツ）       |
| 22                                                 | 2008年 12月 6・7日          | 阪神   | イオリッツ・メンディザバル （フランス）                                          | イオリッツ・メンディザバル （フランス）   | クレイグ・ウィリアムズ （オーストラリア） | アラン・ガルシア （アメリカ）             | ブレイク・シン （オーストラリア）           |
| 22                                                 | 2008年 12月 6・7日          | 阪神   | イオリッツ・メンディザバル （フランス）                                          | 安藤勝己 （JRA・栗東）                    | 小牧太 （JRA・栗東）                      | 内田博幸 （JRA・美浦）                    | 岩田康誠 （JRA・栗東）                      |
| 22                                                 | 2008年 12月 6・7日          | 阪神   | イオリッツ・メンディザバル （フランス）                                          | 後藤浩輝 （JRA・美浦）                    | 福永祐一 （JRA・栗東）                    | 菅原勲 （岩手県競馬組合）                 |                                             |
| 23                                                 | 2009年 12月 5・6日          | 阪神   | 横山典弘 （JRA・美浦）                                                           | マイケル・キネーン （アイルランド）       | カルヴィン・ボレル （アメリカ）           | ダグラス・ホワイト （香港）               | ギャレット・ゴメス （アメリカ）             |
| 23                                                 | 2009年 12月 5・6日          | 阪神   | 横山典弘 （JRA・美浦）                                                           | イオリッツ・メンディザバル （フランス）   | クレイグ・ウィリアムズ （オーストラリア） | クリストフ・ルメール （フランス）         | ライアン・ムーア （イギリス）               |
| 23                                                 | 2009年 12月 5・6日          | 阪神   | 横山典弘 （JRA・美浦）                                                           | 横山典弘 （JRA・美浦）                    | 武豊 （JRA・栗東）                        | 内田博幸 （JRA・美浦）                    | 藤田伸二 （JRA・栗東）                      |
| 23                                                 | 2009年 12月 5・6日          | 阪神   | 横山典弘 （JRA・美浦）                                                           | 岩田康誠 （JRA・栗東）                    | 秋山真一郎 （JRA・栗東）                  | 的場文男 （特別区競馬組合）               |                                             |
| 24                                                 | 2010年 11月 27日            | 東京   | ライアン・ムーア （イギリス）                                                    | マイク・スミス （アメリカ）               | ジョン・ムルタ （アイルランド）           | クレイグ・ウィリアムズ （オーストラリア） | クリストフ・ルメール （フランス）           |
| 24                                                 | 2010年 11月 27日            | 東京   | ライアン・ムーア （イギリス）                                                    | クリストフ・スミヨン （フランス）         | ライアン・ムーア （イギリス）             | マキシム・ギュイヨン （フランス）         | マシュー・チャドウィック （香港）           |
| 24                                                 | 2010年 11月 27日            | 東京   | ライアン・ムーア （イギリス）                                                    | 蛯名正義 （JRA・美浦）                    | 内田博幸 （JRA・美浦）                    | 藤田伸二 （JRA・栗東）                    | 福永祐一 （JRA・栗東）                      |
| 24                                                 | 2010年 11月 27日            | 東京   | ライアン・ムーア （イギリス）                                                    | 松岡正海 （JRA・美浦）                    | 藤岡佑介 （JRA・栗東）                    | 杉村一樹 （荒尾競馬組合）                 |                                             |
| 25                                                 | 2011年 12月 3・4日          | 阪神   | ジョン・ムルタ （アイルランド）                                                  | ジョン・ムルタ （アイルランド）           | ジョン・ヴェラスケス （アメリカ）         | イオリッツ・メンディザバル （フランス）   | エドワード・ペドロサ （ドイツ）             |
| 25                                                 | 2011年 12月 3・4日          | 阪神   | ジョン・ムルタ （アイルランド）                                                  | ラモン・ドミンゲス （アメリカ）           | ブレット・プレブル （香港）               | ルーク・ノレン （オーストラリア）         | ポール・ハナガン （イギリス）               |
| 25                                                 | 2011年 12月 3・4日          | 阪神   | ジョン・ムルタ （アイルランド）                                                  | 横山典弘 （JRA・美浦）                    | 蛯名正義 （JRA・美浦）                    | 岩田康誠 （JRA・栗東）                    | 福永祐一 （JRA・栗東）                      |
| 25                                                 | 2011年 12月 3・4日          | 阪神   | ジョン・ムルタ （アイルランド）                                                  | 池添謙一 （JRA・栗東）                    | 川田将雅 （JRA・栗東）                    | 吉原寛人 （石川県競馬事業局）             |                                             |
| 26                                                 | 2012年 11月 24・25日        | 東京   | ザカリー・パートン （香港）                                                      | ジョン・ムルタ （アイルランド）           | アンドレアシュ・シュタルケ （ドイツ）     | クレイグ・ウィリアムズ （オーストラリア） | ミルコ・デムーロ （イタリア）               |
| 26                                                 | 2012年 11月 24・25日        | 東京   | ザカリー・パートン （香港）                                                      | クリストフ・スミヨン （フランス）         | ザカリー・パートン （香港）               | ライアン・ムーア （イギリス）             | ウィリアム・ビュイック （イギリス）         |
| 26                                                 | 2012年 11月 24・25日        | 東京   | ザカリー・パートン （香港）                                                      | 柴田善臣 （JRA・美浦）                    | 蛯名正義 （JRA・美浦）                    | 内田博幸 （JRA・美浦）                    | 岩田康誠 （JRA・栗東）                      |
| 26                                                 | 2012年 11月 24・25日        | 東京   | ザカリー・パートン （香港）                                                      | 池添謙一 （JRA・栗東）                    | 浜中俊 （JRA・栗東）                      | 山口勲 （佐賀県競馬組合）                 |                                             |
| 27                                                 | 2013年 11月 30日・ 12月 1日 | 阪神   | リチャード・ヒューズ （イギリス）                                                | ゲイリー・スティーヴンス （アメリカ）     | ダグラス・ホワイト （香港）               | リチャード・ヒューズ （イギリス）         | アンドレアシュ・シュタルケ （ドイツ）       |
| 27                                                 | 2013年 11月 30日・ 12月 1日 | 阪神   | リチャード・ヒューズ （イギリス）                                                | パトリック・スマレン （アイルランド）     | クレイグ・ウィリアムズ （オーストラリア） | ライアン・ムーア （イギリス）             | マキシム・ギュイヨン （フランス）           |
| 27                                                 | 2013年 11月 30日・ 12月 1日 | 阪神   | リチャード・ヒューズ （イギリス）                                                | 内田博幸 （JRA・美浦）                    | 岩田康誠 （JRA・栗東）                    | 福永祐一 （JRA・栗東）                    | 戸崎圭太 （JRA・美浦）                      |
| 27                                                 | 2013年 11月 30日・ 12月 1日 | 阪神   | リチャード・ヒューズ （イギリス）                                                | 川田将雅 （JRA・栗東）                    | 浜中俊 （JRA・栗東）                      | 川原正一 （兵庫県競馬組合）               |                                             |
| 28                                                 | 2014年 11月 24・25日        | 東京   | 浜中俊 （JRA・栗東）                                                             | アーノルダス・デフリース （ドイツ）       | ダグラス・ホワイト （香港）               | リチャード・ヒューズ （イギリス）         | クリストフ・スミヨン （フランス）           |
| 28                                                 | 2014年 11月 24・25日        | 東京   | 浜中俊 （JRA・栗東）                                                             | ザカリー・パートン （香港）               | ライアン・ムーア （イギリス）             | ルイス・コントレラス （カナダ）           | ジェームズ・マクドナルド （オーストラリア） |
| 28                                                 | 2014年 11月 24・25日        | 東京   | 浜中俊 （JRA・栗東）                                                             | 蛯名正義 （JRA・美浦）                    | 岩田康誠 （JRA・栗東）                    | 福永祐一 （JRA・栗東）                    | 戸崎圭太 （JRA・美浦）                      |
| 28                                                 | 2014年 11月 24・25日        | 東京   | 浜中俊 （JRA・栗東）                                                             | 北村宏司 （JRA・美浦）                    | 田辺裕信 （JRA・美浦）                    | 浜中俊 （JRA・栗東）                      | 赤岡修次 （高知県競馬組合）                 |
| 2015年からはワールドオールスタージョッキーズへ移行 |                             |        |                                                                                  |                                           |                                           |                                           |                                             |

出典：

## その他
- 各競走名は前述の通りの名称で行われたが、阪神実施分のうち「ゴールデンブライドルトロフィー」は2009年まで「ゴールデンスパートロフィー」として実施していた。JRAによる特別レース名の説明で「スパー」とは「英語で拍車のこと。拍車は、馬具のひとつで、馬を追う為の扶助器具。靴のかかとに取りつけて馬の腹を刺激し、前進気勢を促す等を目的として使用される。」[7]としている。2010年に東京で行われた後、2011年に再び阪神に戻った際に、前年の2010年の規則改正でJRAでの拍車の使用が原則禁止になった[8]影響もあり、名称が「スパー」から「ブライドル」（英語で「頭絡・ハミなどの総称」[9]）に変更されている。
- 1987年から1992年までは最終第4戦の「ゴールデンホイップトロフィー」（1990年までは「ホイップ」の「イ」は小書き文字（捨て仮名）の「ィ」で表記していた[10]）は日曜日のメインとなる第11競走で実施していたため、重賞競走である鳴尾記念（GII、1987年から1990年まで）、阪神3歳牝馬ステークス（GI、現：阪神ジュベナイルフィリーズ、1991・1992年）は準メインとなる第10競走として実施される変則的な番組編成となっていた。その後、1993年より阪神3歳牝馬ステークスがメインの第11競走に設定されるようになった。